# Bror Yngve Sjöstedt
Bror Yngve Sjöstedt est un naturaliste suédois, né le 3 août 1866 à Hjo et mort en 1948.
Il obtient sa licence et son doctorat en 1896 à Uppsala. Il travaille comme assistant dans l’organisme entomologique d’État de 1897 à 1902, il devient à cette date professeur et intendant du Muséum suédois d'histoire naturelle. Il fait plusieurs expéditions dans l’est et l’ouest de l’Afrique, notamment au Kilimandjaro.

## Source
- Anthony Musgrave (1932). Bibliography of Australian Entomology, 1775-1930, with biographical notes on authors and collectors, Royal Zoological Society of New South Wales (Sydney) : viii + 380.